# 辉叶紫菀
辉叶紫菀（学名：Aster fulgidulus）是菊科紫菀属的植物，是中国的特有植物。分布在中国大陆的西藏等地，生长于海拔2,135米的地区，多生长于林缘和山坡灌丛，目前尚未由人工引种栽培。